# Whatupuke Island
Whatupuke Island ist eine Insel an der Ostküste der Region Northland im Norden der Nordinsel von Neuseeland.

## Geographie
Whatupuke Island ist die zweitgrößte Insel der Inselgruppe Marotere Islands, die zusammen mit der südlich befindlichen Insel Taranga Island zur Inselgruppe der Hen and Chickens Islands gehört. Whatupuke Island befindet sich rund 14,5 km ostsüdöstlich von Bream Head, der rund 24 km südöstlich von Whangārei an der Ostküste der Region Northland zu finden ist. Die Insel verfügt über eine Fläche von 97 Hektar und dehnt sich über eine Länge von 1,58 km in Ost-West-Richtung aus. An der breitesten Stelle misst die Insel etwas knapp unter einem Kilometer. Die höchste Erhebung der Insel befindet sich mit 234 m nahezu in der Inselmitte.

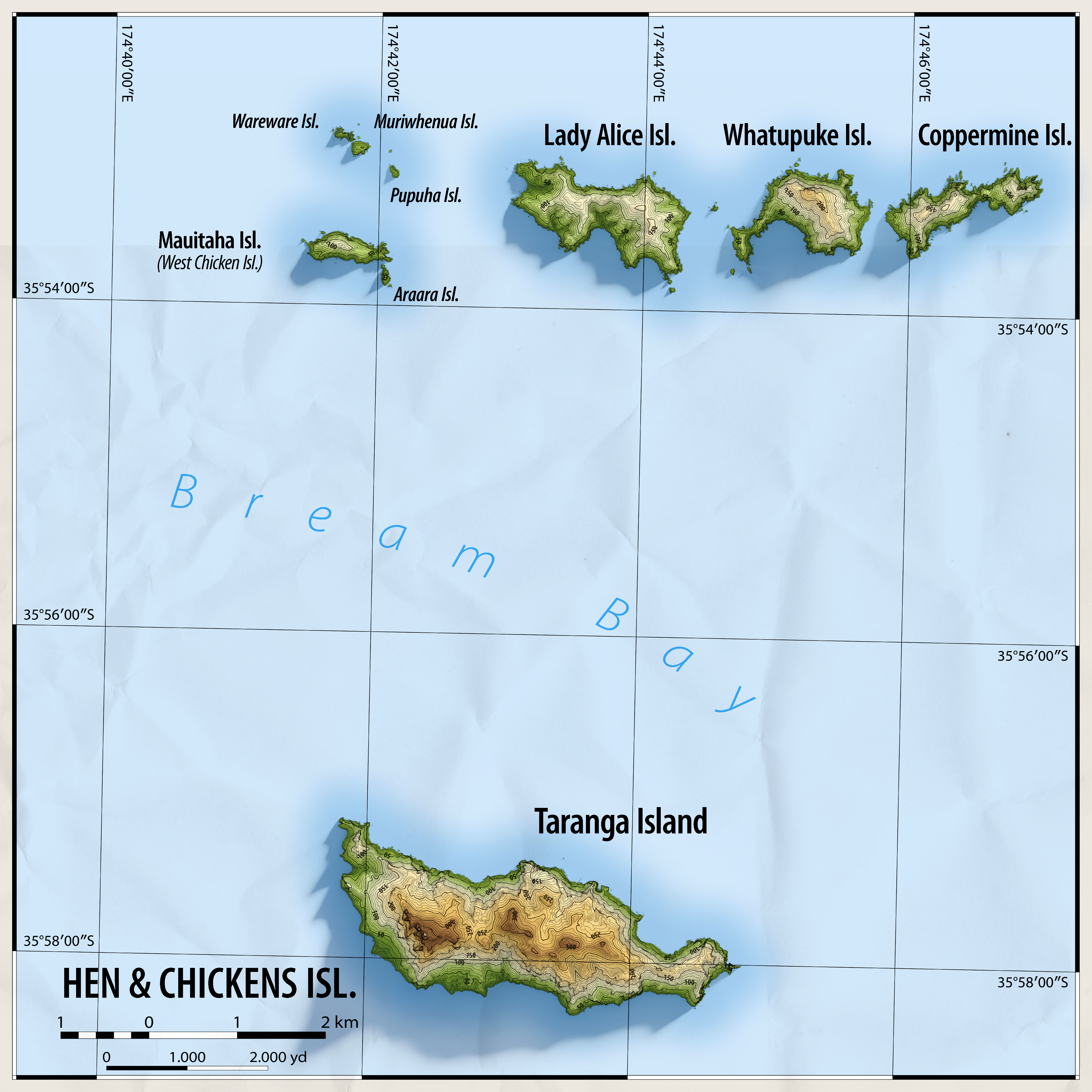
Übersichtskarte der Hen islands

Westlich von Whatupuke Island ist in einem Abstand von rund 500 m Lady Alice Island zu finden und an der Ostseite in nur 180 m Entfernung Coppermine Island.

## Geologie
Die Insel stellt zusammen mit ihren Nachbarinseln den nördlichen Überrest eines Schichtvulkans aus dem Miozän dar, zu dem ebenfalls Bream Head sowie Taranga Island und die kleine Insel Sail Rock gehören. Die Form der Insel wurde vermutlich vor der letzten Eiszeit durch subaerische Erosion gebildet.